# Renault Type JY e Type MG
Le Type JY e MG sono due autovetture di fascia alta prodotte tra il 1923 e il 1926 dalla Casa francese Renault.

## Profilo
Queste vetture furono molto importanti per la Casa transalpina dal punto di vista storico: furono infatti le prime vetture ad adottare una carrozzeria dallo styling comunemente noto come Skiff, in quanto ricordava molto da vicino il design di una piccola imbarcazione. Furono le eredi dirette della Type JS, dalla quale ereditarono il telaio e gran parte della meccanica. La Type JY, prodotta nel solo 1923, era equipaggiata dallo stesso motore dell'antenata, vale a dire un 6 cilindri da 4218 cm³.
La successiva Type MG, invece, fu la vettura che di fatto si rese iniziatrice dello Skiff-design: anch'essa nata dal telaio della JS, montava però un motore di cilindrata maggiore, che arrivava a 4767 cm³, sempre frazionati in 6 cilindri. Il loro particolare design suscitò molti consensi e la Type MG, prodotta come limousine, ma in particolar modo come torpedo, divenne famosa come Torpedo Skiff. Il suo design molto particolare fu applicato anche ad altre vetture della Casa, prima fra tutte la piccola Renault NN, che sarebbe arrivata però solo nel 1925. La Type MG invece fu tolta di produzione nel 1926 e fu sostituita dalle Type PI e PZ.